# Acrópolis de Rodas
La Acrópolis de Rodas (en griego: Ακρόπολη της Ρόδου) es la acrópolis, o ciudad alta, de la antigua Rodas que data del siglo V a. C. y está situada a 3 kilómetros al suroeste del centro de la ciudad moderna. Situada en el Monte Smith que domina la costa oeste de la isla, el yacimiento arqueológico incluye algunos de los monumentos más importantes de la antigua ciudad, como el Templo de Atenea Polias y Zeus Polieo y el templo de Apolo, bajo los cuales se encuentran un estadio, un odeón y un gimnasio. A diferencia de otras acrópolis, aquí no se construyó ninguna ciudadela amurallada. Estaba dispuesta sobre dos terrazas, la inferior comprendía el gimnasio.

## Historia
En el año 408 a. C., hacia el final de la guerra del Peloponeso, las tres ciudades de la isla, Lindos, Cámiros y Ialisos, se unieron en un sinecismo, construyendo una nueva ciudad como capital federal en la región de Ialisia de la isla. El geógrafo Estrabón informa de que Hipódamo de Mileto diseñó la ciudad, pero para entonces ya sería muy anciano. En cualquier caso, el diseño puede describirse como hipodámico. La ciudad estaba planificada en forma de cuadrícula y la ciudad alta no era una excepción, aunque en contraste con la densa ciudad baja había espacios verdes en terrazas, según el orador Elio Arístides. Durante una inundación repentina en el año 316 a. C., la parte alta de la ciudad sirvió de refugio a los que huían del centro de la ciudad, que estaba inundado debido a la obstrucción de los desagües. Otro acontecimiento trascendental, el sitio de Rodas en el año 305 a. C., por Demetrio Poliorcetes, el «asediador de ciudades», puede haber influido en la historia arquitectónica de la Acrópolis, ya que los ciudadanos derribaron el teatro y algunos templos para construir una muralla como parche de emergencia, «jurando a los dioses que construirían otras mejores».
Más tarde, el terremoto de 228 a. C. proporcionó otra oportunidad para la reconstrucción, ayudada por donaciones de todo el mundo griego. El templo de Atenea y Zeus y el templo de Apolo son renovaciones helenísticas de sus predecesores clásicos. No es de extrañar que la mayoría de los monumentos daten aproximadamente del período en que la influencia política y económica de Rodas estaba en su apogeo, que duró hasta 167 a. C., cuando Delos fue convertido en un puerto de libre de comercio por Roma. Sin embargo, mucho después de la decadencia de Rodas, el autor del siglo II d. C.,  Luciano de Samósata la llamó «la ciudad de Helios con una belleza acorde con ese dios».

## Excavación y restauración
La excavación original fue llevada a cabo por la Escuela Italiana de Arqueología de Atenas de 1912 a 1945. Tras la Segunda Guerra Mundial, el Servicio Arqueológico Griego se hizo cargo de la excavación y restauración de las ruinas. Esto incluyó una amplia reconstrucción del Templo de Apolo Pitio, muy dañado por los bombardeos y la artillería instalada allí durante la guerra. Las excavaciones comenzaron en 1946 y continúan en la actualidad en el parque arqueológico de la Acrópolis, que ocupa 12 500 m2 y está protegido de cualquier nueva construcción. La extensión de las excavaciones es bastante reducida y queda mucho por investigar. Aparte de los edificios conocidos, se cree que el teatro y el templo de Helios se encuentran cerca, pero no se han hallado.

## Ubicación
La Acrópolis está situada en la parte más alta de la ciudad antigua, con una suave pendiente hacia el este y limitada al oeste por acantilados, sobre los que se alzaban las torres de vigilancia que formaban el perímetro de la ciudad. Los monumentos, que datan en su mayoría del periodo helenístico, se construyeron sobre terrazas escalonadas, con importantes muros de contención. Aunque de escala moderada, los edificios tienen un ritmo y una simetría cuyos efectos armoniosos habrían sido realizados por el paisaje natural típicamente adecuado para el espacio sagrado.

### Templo de Atenea Polias y Zeus Polieo
Situado en el extremo norte de la Acrópolis con orientación este-oeste, en la terraza superior, este majestuoso templo estaba dominado por pórticos dóricos con columnas en todos sus lados y originalmente albergaba los tratados escritos que los rodios mantenían con otros Estados. El templo estaba delimitado por una estoa al este. Sostenido por un muro de sillares, se hallan los restos del estilóbato y de tres columnas en parte restauradas.

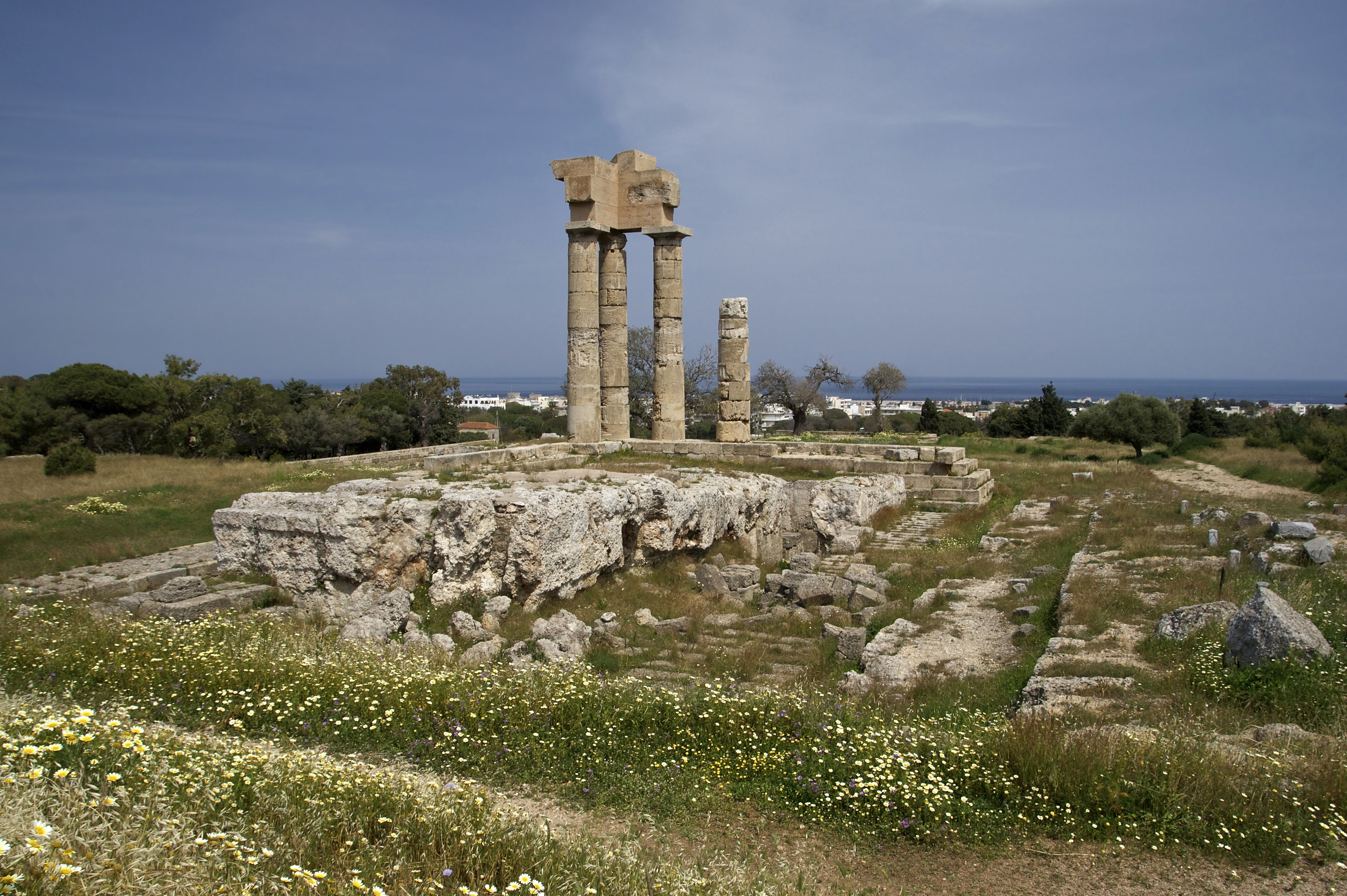
Templo de Apolo.

### Templo de Apolo Pitio
Más pequeño que el Templo de Atenea Polias y Zeus Polieo, esta estructura presenta una orientación este-oeste similar, pero se encuentra en el extremo sur, justo al oeste, en el centro de una gran terraza rectangular. Parte del lado noreste de este templo períptero ha sido restaurado y se conserva su muro de contención. Fue construido en el siglo II a. C., en estilo dórico y estaba situado en un recinto cerrado. Con su marcado perfil, en la antigüedad era un punto de referencia para los barcos que navegaban hacia Rodas, e incluso hoy en día las columnas reedificadas son visibles desde el puerto.

### Ninfeos
Justo al sureste del templo de Atenea Polias y Zeus Polieo hay cuatro estructuras subterráneas excavadas en la roca, con escalones de entrada, pasadizos, una gran abertura en el techo central, junto con cisternas de agua, follaje y nichos interiores para estatuillas  y dones votivos. Denominadas «ninfeos» por la asociación de las ninfas con las cuevas y el agua, estas grutas se utilizaban para el culto y el recreo. Los hallazgos arqueológicos locales incluyen figurillas de Afrodita o ninfas que son adecuadas para su exhibición en un contexto de nicho, pero no se sabe exactamente qué deidades eran adoradas en las grutas. Estas grutas estaban adornadas con ábsides y recogían en estanques el agua de los manantiales.

### Odeón

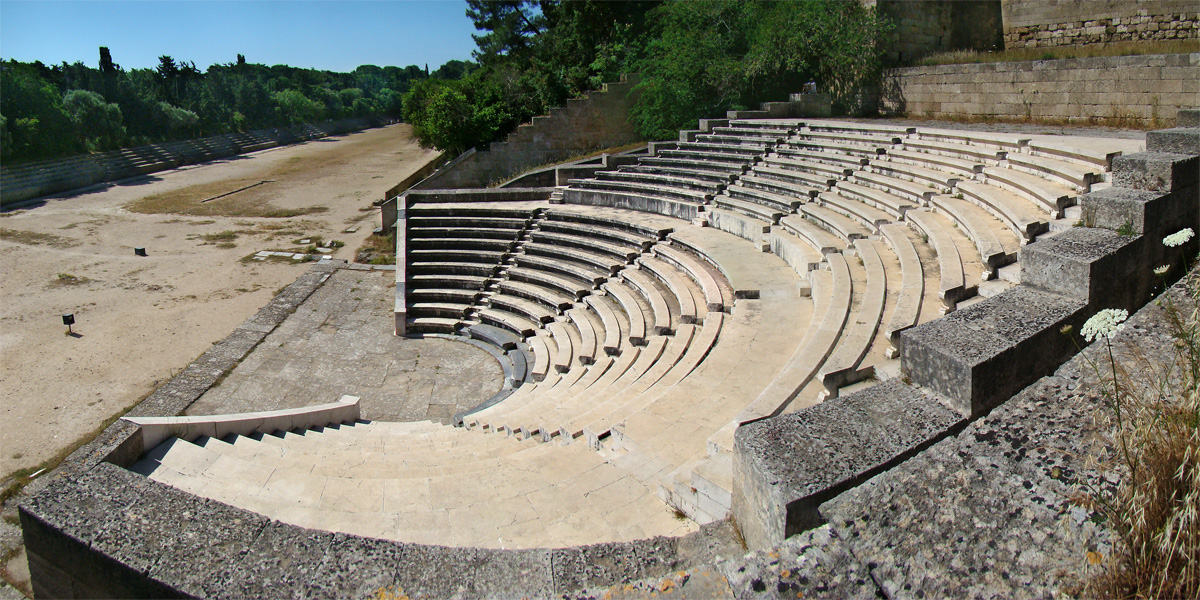
Odeón.

Este pequeño odeón de mármol tenía capacidad para unos 800 espectadores. Situado al noroeste del estadio, ha sido muy reconstruido, ya que solo la orchestra y algunos asientos de la primera fila son originales.

### Edificio de la estoa
Al igual que la estoa de las acrópolis de Lindos y Cámiros, su diseño funcionaba como centro de recepción del tráfico de la ciudad baja. La impresionante fachada era visible incluso desde el puerto. Hoy solo queda un muro de los cimientos.

### Artemisión
El lugar de culto de Artemisa está situado en el lado noreste de la colina, entre las ruinas de otras estructuras de función similar. Situado en las inmediaciones del templo de Apolo, estaba construido en piedra revestida de yeso pintado.

### Estadio

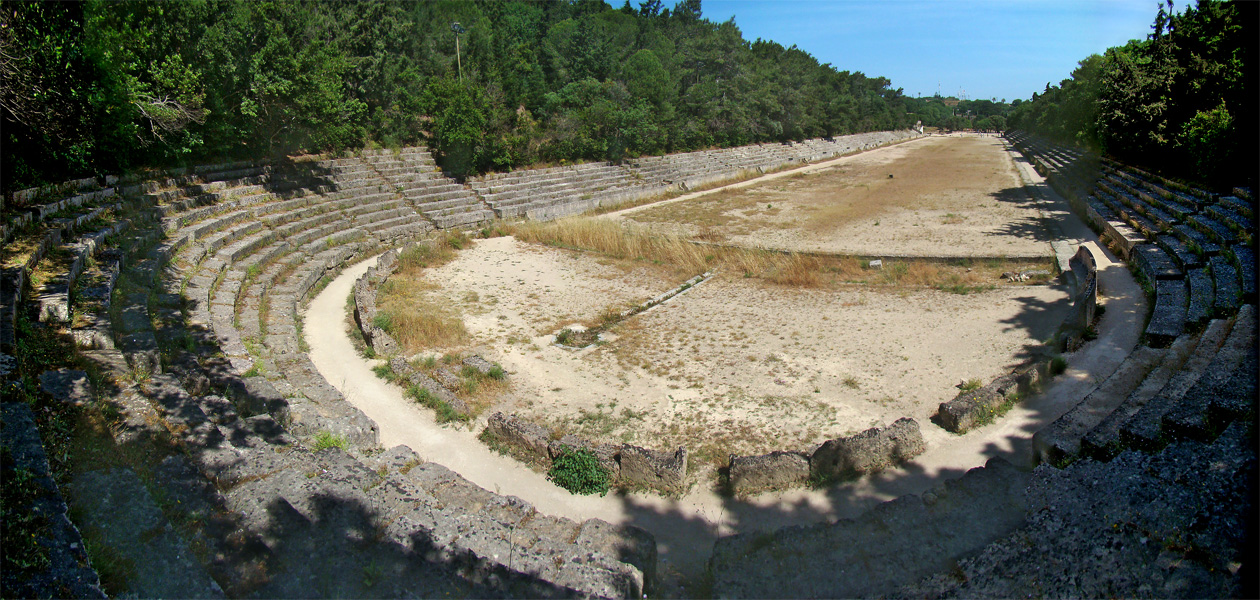
Estadio.

Situado en el lado sureste de la colina, el estadio, de 210 m de longitud y orientado de norte a sur, fue restaurado inicialmente por los italianos. Data del siglo III a. C., y conserva el sphendone (extremo redondeado con poste giratorio), las proedrías (asientos de los magistrados) y parte de los asientos de los espectadores. También se han conservado los aparatos de salida utilizados en las pruebas atléticas. Aquí se celebraban las pruebas atléticas de los Juegos Heleos, en honor de Helios.